# Tuc de Conangles
El Tuc de Conangles és una muntanya de 2.784 metres que es troba entre els municipis de Naut Aran i de Vielha e Mijaran, a la comarca de la Vall d'Aran. Està situat a la carena que separa el Circ de Tòrt de la vall de Conangles.